# Death Chronicles - 2
Death Chronicles - 2 (デスクロニクルズ - 2)  es una película japonesa, estrenada el 27 de noviembre de 2009, producida por Zen Pictures. Es una película del género tokusatsu, de acción y aventuras, con artes marciales, dirigido por Toru Kikkawa. La película tiene una primera parte con el mismo título: Death Chronicles - 1.
El idioma original es el japonés, pero también está disponible con subtítulos en inglés, en DVD o descargable por Internet.

## Argumento
Midori es una estudiante de secundaria, Yuki una actriz, y con ellas algunos compañeros estudiantes. Se encuentran en un ruinoso edificio que es un estudio para la producción de espectáculos que está herméticamente cerrado. Es verano y hace mucho calor. Todos tratan de luchar y escapar, y en vano buscan una salida de escape.
Los sobrevivientes desconfían entre ellos, hasta el punto de que Midori es arrojada a los zombis, pero milagrosamente es capaz de escapar luchando contra ellos.
Yuki es mordida por Yuna. Sintiendo poco a poco los síntomas de la transformación, y viendo el terrible cambio de aspecto de su cara, Yuki acaba suicidándose.
Los demás estudiantes también han acabado siendo mordidos. Sólo queda Midori de superviviente. En su lucha por vengar la muerte de Yuki y Yuna, Midori es mordida en el muslo por los zombis. Midori empieza a sentir los síntomas que la convertirán en zombi, pero antes descubrirá la verdad sobre la existencia de los zombis, y de porque han sido encerrados en el edificio.